# Oeciotypa
Oeciotypa är ett släkte av tvåvingar. Oeciotypa ingår i familjen bredmunsflugor.
Kladogram enligt Catalogue of Life: